# C/2008 W3 (SOHO)
C/2008 W3 (SOHO) – kometa jednopojawieniowa odkryta na zdjęciach SOHO przez Arkadiusza Kubczaka. Została odkryta 24 listopada 2008 roku. Należy do grupy komet Kreutza.